# Pinnixa occidentalis
Pinnixa occidentalis är en kräftdjursart som beskrevs av M. J. Rathbun 1893. Pinnixa occidentalis ingår i släktet Pinnixa och familjen Pinnotheridae. Inga underarter finns listade i Catalogue of Life.